# Jochberg
Jochberg er et bjerg i Bayerische Voralpen, den første bjergkæde i Alperne man møder på vej mod syd i Tyskland. Bjerget ligger mellem de to store søer Kochelsee og Walchensee. Med den flotte udsigt fra toppen, er Jochberg et populært mål for både turister og indbyggere fra München, som ligger i nærheden, og turen op til toppen er let nok til en familietur. Paragliding er også en populær aktivitet fra bjerget.
På klare dager kan man se Olympiaturm i München, 60 km mod nord. Der er dog nogle gange meget smog i området, fra køletårnene til de nærliggende atomkraftværker Isar II og Atomkraftwerk Gundremmingen.